# Iveco EuroStar
Iveco EuroStar – samochód ciężarowy produkowany przez włoską firmę Iveco. Pojazd często wykorzystywany do transportu dalekobieżnego. Samochód najczęściej występował jako ciągnik siodłowy w konfiguracji napędu 4x2 rzadziej w 6x2. Nieco mniejszym odpowiednikiem Iveco EuroStar jest Iveco EuroTech. Iveco EuroStar posiada większą atrapę chłodnicy niż EuroTech. Następcą serii Euro była seria Stralis.